# Bahram IV
Bahram IV (ur. ?, zm. 399)  – władca Persji z dynastii Sasanidów, syn Szapura III. Tron objął po śmierci ojca w 388 roku i rządził do swej śmierci.

## Życiorys
Był synem Szapura III, władcy Imperium Sasanidów w latach 383-388. Po jego śmierci wstąpił na tron. Przed objęciem władzy był gubernatorem Kermanu. Podczas swojego panowania prowadził negocjację pokojowe o Armenię z Bizancjum i odparł najazd Hunów na państwo. Został zamordowany przez arystokrację w 399 roku. Po jego śmierci na tron wstąpił jego brat, Jezdegerd I.